# Raveniola hyrcanica
Raveniola hyrcanica är en spindelart som beskrevs av Peter Mikhailovitch Dunin 1988. Raveniola hyrcanica ingår i släktet Raveniola och familjen Nemesiidae.
Artens utbredningsområde är Azerbajdzjan. Inga underarter finns listade i Catalogue of Life.